# Lucien den Arend
Lucien Armand Marco den Arend (Dordrecht, 15 december 1943) is een Nederlandse beeldhouwer, schilder en tekenaar.

## Werk
Den Arend emigreerde in 1953 met zijn ouders naar de Verenigde Staten. Hij studeerde aan de California State University - Long Beach. Terug in Nederland vervolgde hij zijn studie aan de Academie voor Beeldende Vorming in Tilburg (1966-1969) en de Academie voor Beeldende Kunsten in Rotterdam (1969-1970).
Hij heeft in de jaren zestig en zeventig van de twintigste eeuw in zijn galerie aan het Veerplein in Zwijndrecht ook andere Zwijndrechtse kunstenaars onder de aandacht gebracht, zoals Willy Sluiter en Clement Bezemer. In 1986 werd zijn Gedenkteken Prof. Dr. Dirk Durrer onthuld in Amsterdam.
Den Arend heeft onder andere in Zwijndrecht, Zaanstad, Dordrecht, Ede en Rotterdam werken in de openbare ruimte tot stand gebracht. Daartoe behoren zijn omgevings- en land art projecten, abstracte grote objecten in brons, roestvast staal en beton. Ook gebruikte hij aarde, water en beplanting, veelal wilgen. Hij heeft zich onderscheiden als land art-kunstenaar.
Den Arend woont en werkt in Penttilä in Kangasniemi, Finland. Hij heeft daar in 2006 zijn beeldenpark POAM (Penttilä Open Air Museum) ingericht. Hij stond in 1996 aan de basis van het Beeldenpark Zwijndrecht (Open Air Museum Drechtbanks of OPAM) in het Noordpark in Zwijndrecht. Ook is hij actief geweest als secretaris en voorzitter van de Nederlandse Kring van Beeldhouwers.

## Fotogalerij

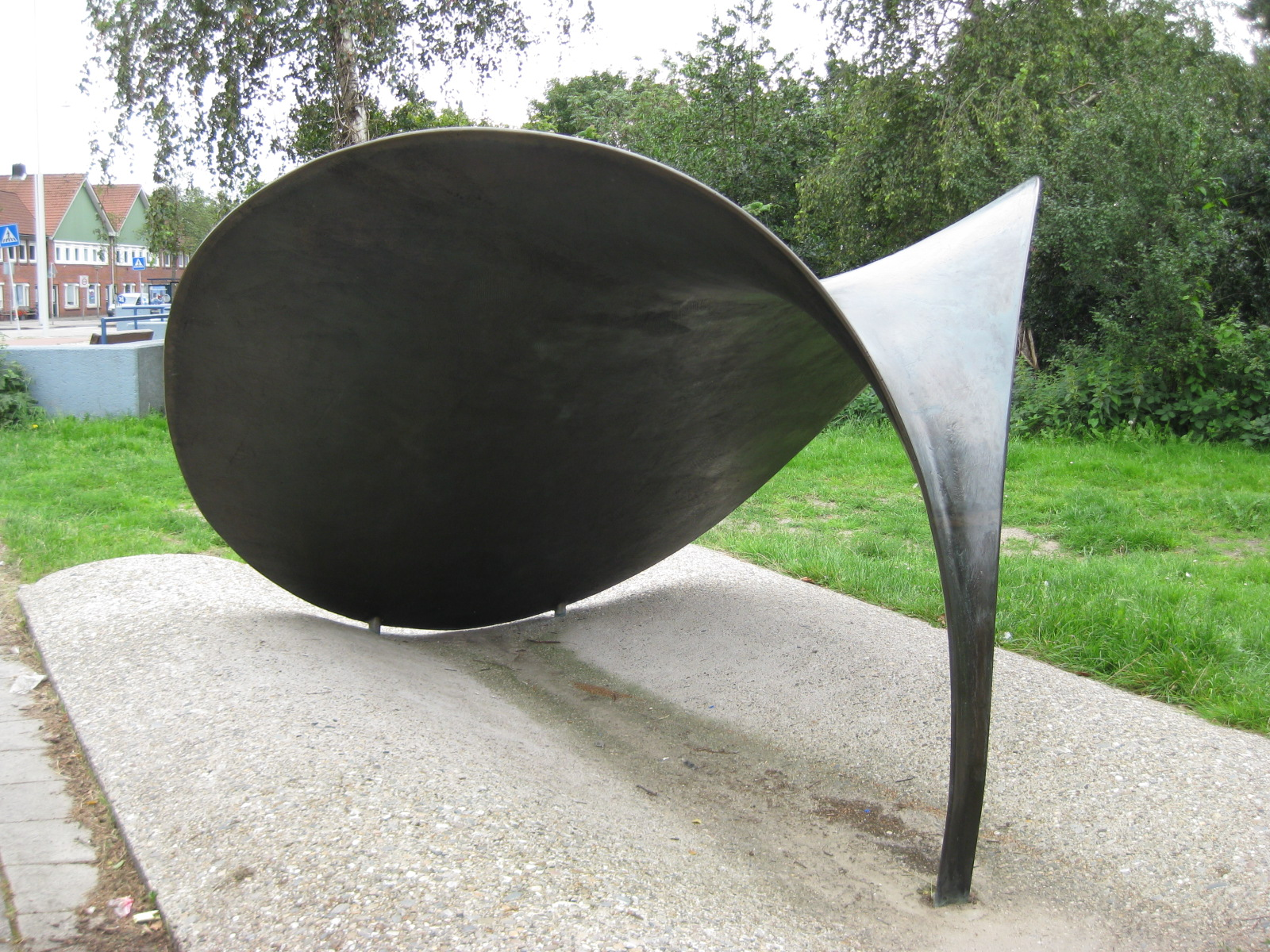
Brenda (1982), Amsterdam
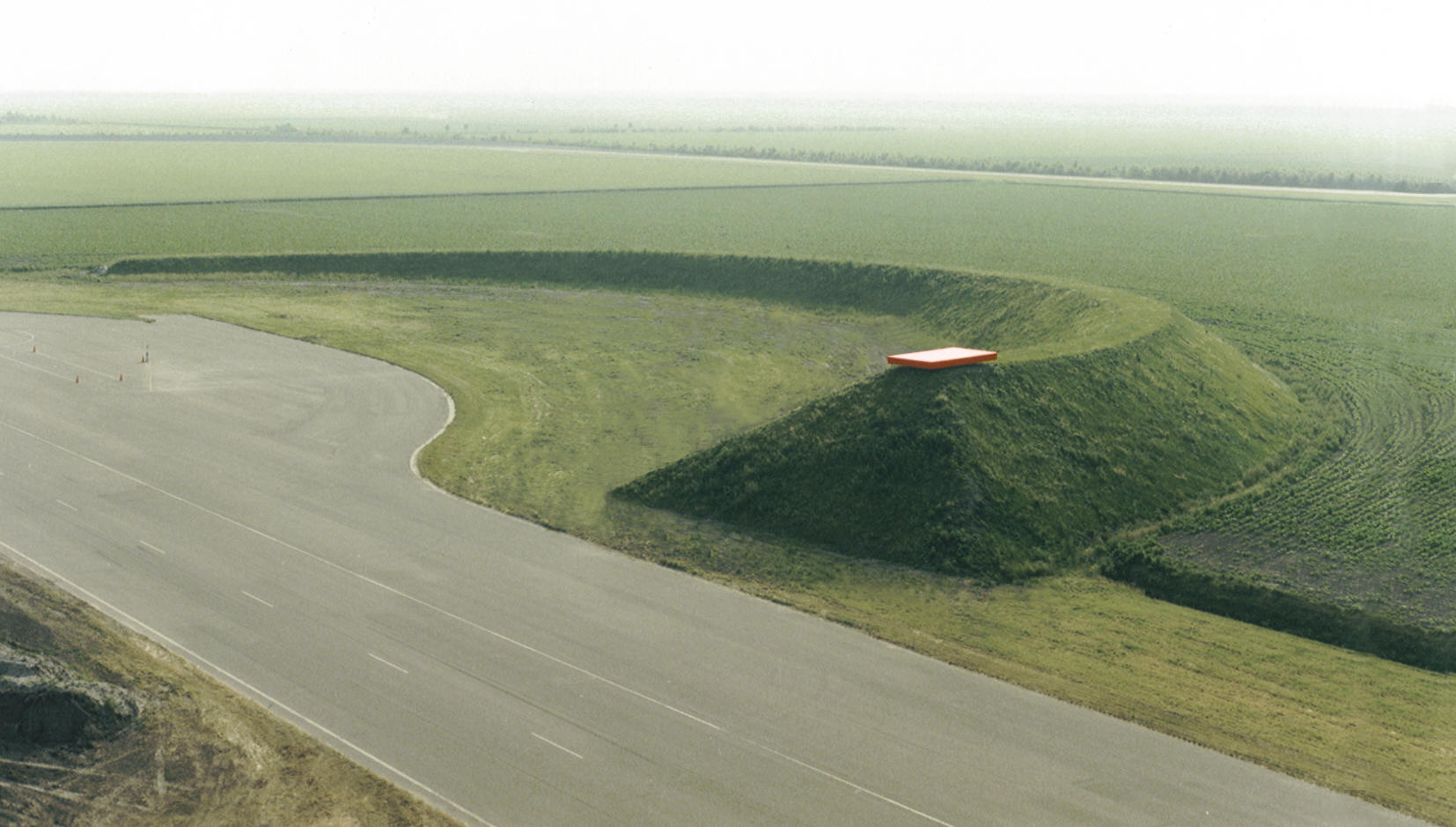
Een "Land art" project (1985), Lelystad
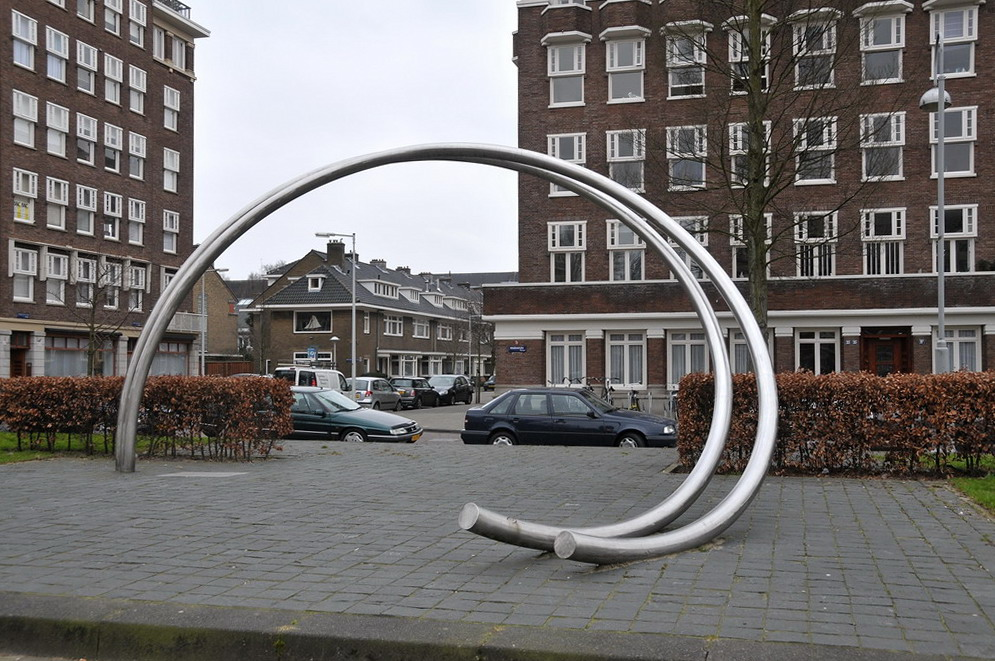
Primum Movens Ultimum Moriens (1986), Minervaplein, Amsterdam
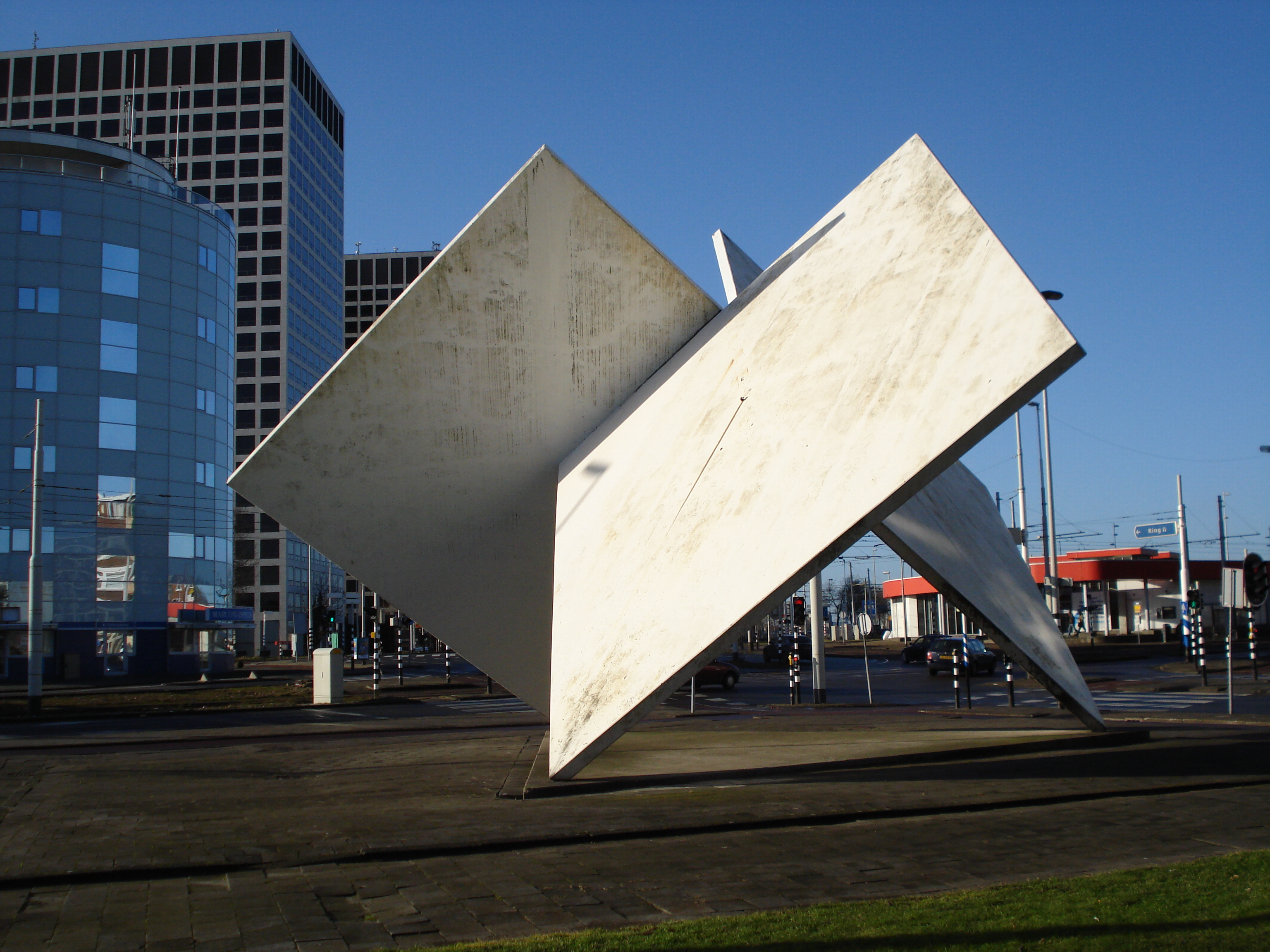
Homage to Oud and Van Doesburg (1987), Rotterdam
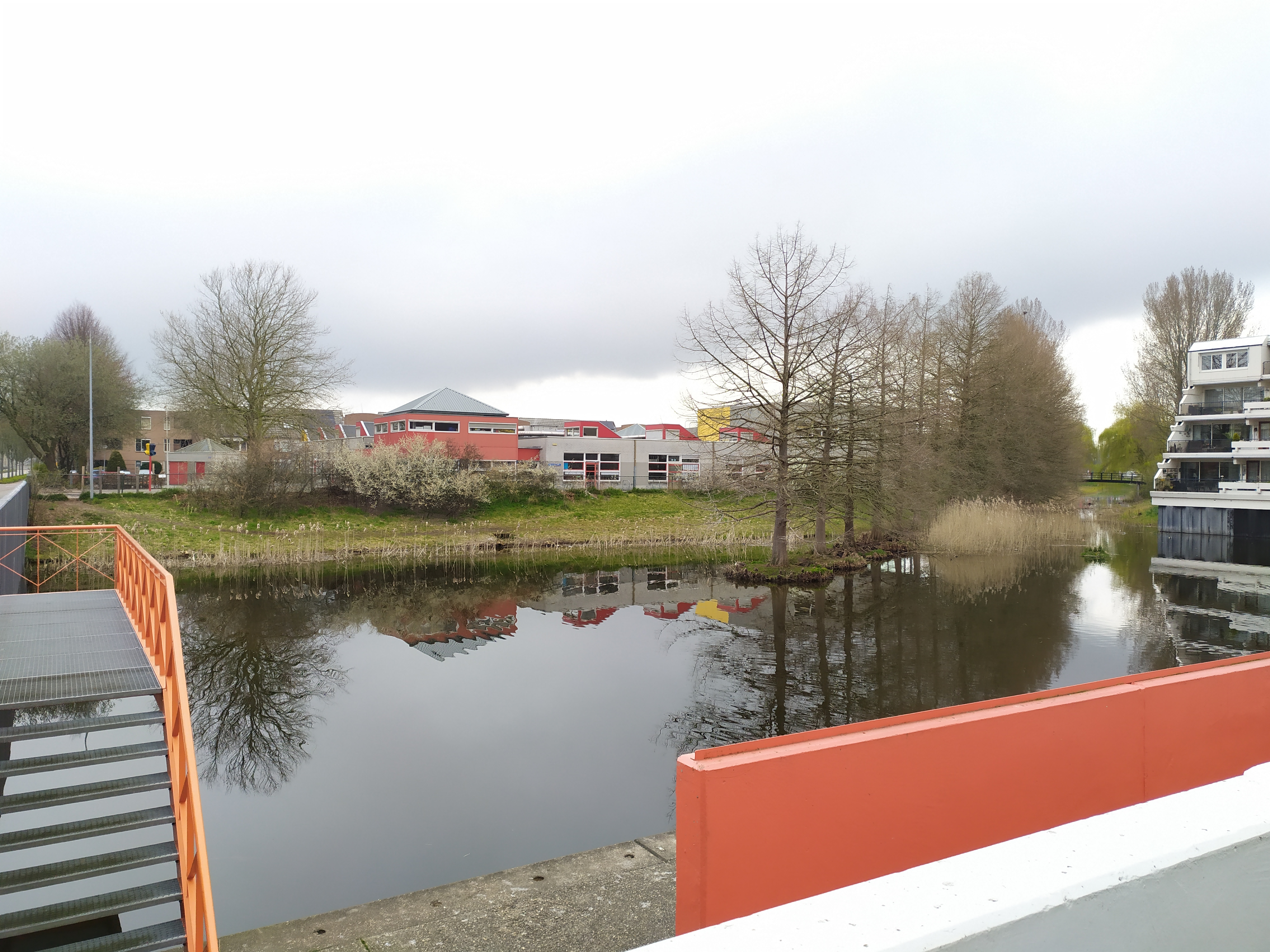
Urban Oasis (1991), Ede

- Gemeinsame Normdatei: 174177054
- RKD-Nederlands Instituut voor Kunstgeschiedenis: 2336
- Union List of Artist Names: 500233968
- Virtual International Authority File: 199185156
- WorldCat: E39PCjKkvMjkPhTwc9MGPqgfG3